# Костел Святої Трійці (Зіньків)
Костел Святої Трійці, або Троїцький костел — сакральна споруда у колишньому містечку Зіньків.

## Архітектура костелу

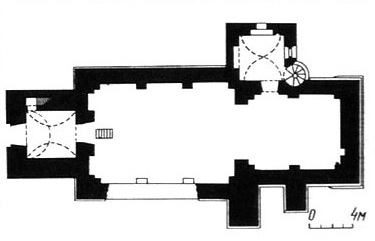
План костелу

Костел є зразком однонавного костелу з вежею-дзвіницею в головному фасаді, кам'янним. Центральна нава — прямокутна за поземним планом, апсида теж прямокутна, із заходу від апсиди знаходиться двохярусне захристя. Головний фасад становила трьохярусна квадратна за поземним планом дзвіниця. Перикриття дзвіниці другого ярусу становило півциркульне перикриття з розпалубками. У дзвіниці знаходяться сходи. В середині стіни розділені пілястрами.

## Історія
Засновано[джерело?] костел 1450 р. одночасно з побудовою замку. Цей храм відбудовувся заново з дерева після нищень, поки у першій половині XVII століття не постав мурований (ймовірно, готичний) костел, який одночасно виконував і оборонну функцію. Втім, і цей костел зазнав руйнувань. Відновлено костел 1708 р. старанням та коштом дідича — великого коронного гетьмана Адама Миколая Сенявського. Консекровано храм 1858 року. На фотографіях храму початку XX ст. на склепіннях стелі видно готичні нервюри та пишні барокові розписи між ними. У 1938 році радянська влада не тільки закрила святиню, але й істотно її зруйнувала (фактично, залишились лише стіни).
У ньому було розібрано дах, викинуто та спалено церковний утвар, потрощено орган. При цьому комуністи та комсомольці відкрито глумилися на очах віруючих над святинями, виявляючи цим своє дикунство. Збережені були стіни, перикриття були зруйновані, окрім другого ярусу дзвіниці. Західна стіна нефу була також зруйнована.
Костел відбудовано з недотриманням попередньої архітектури. Його було повернуто зіньківським римо-католикам 1989 року. Храм частково відновили, 24 серпня 1990 року його освятив єпископ Ян Ольшанський. У грудні 1991 року було зареєстровано місцеву парафію. У 1994—1997 роках відбувся ґрунтовний ремонт святині, було споруджено дзвіницю. Святиню обслуговують дієцезіальні священики.

## Галерея

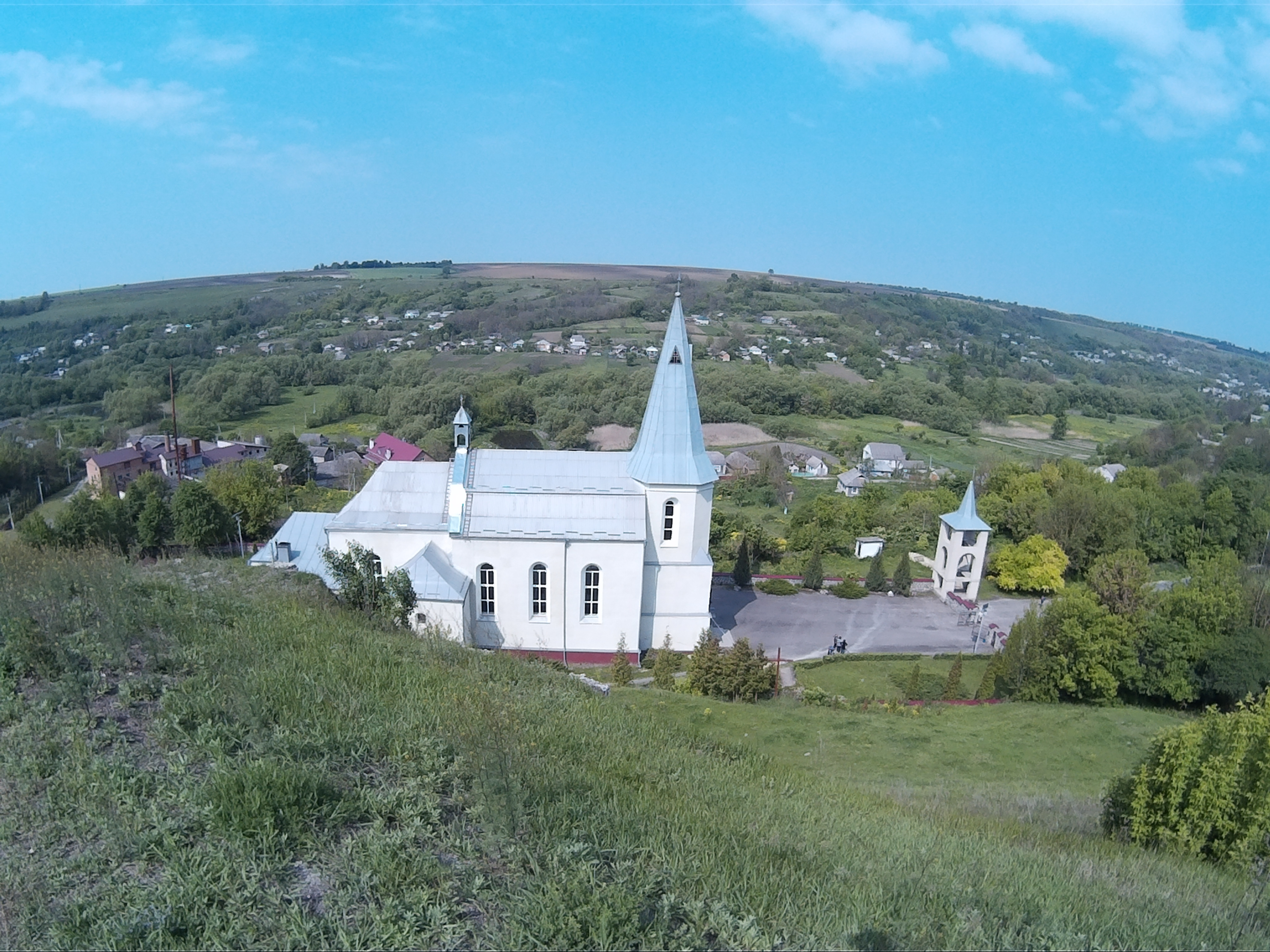
Костел
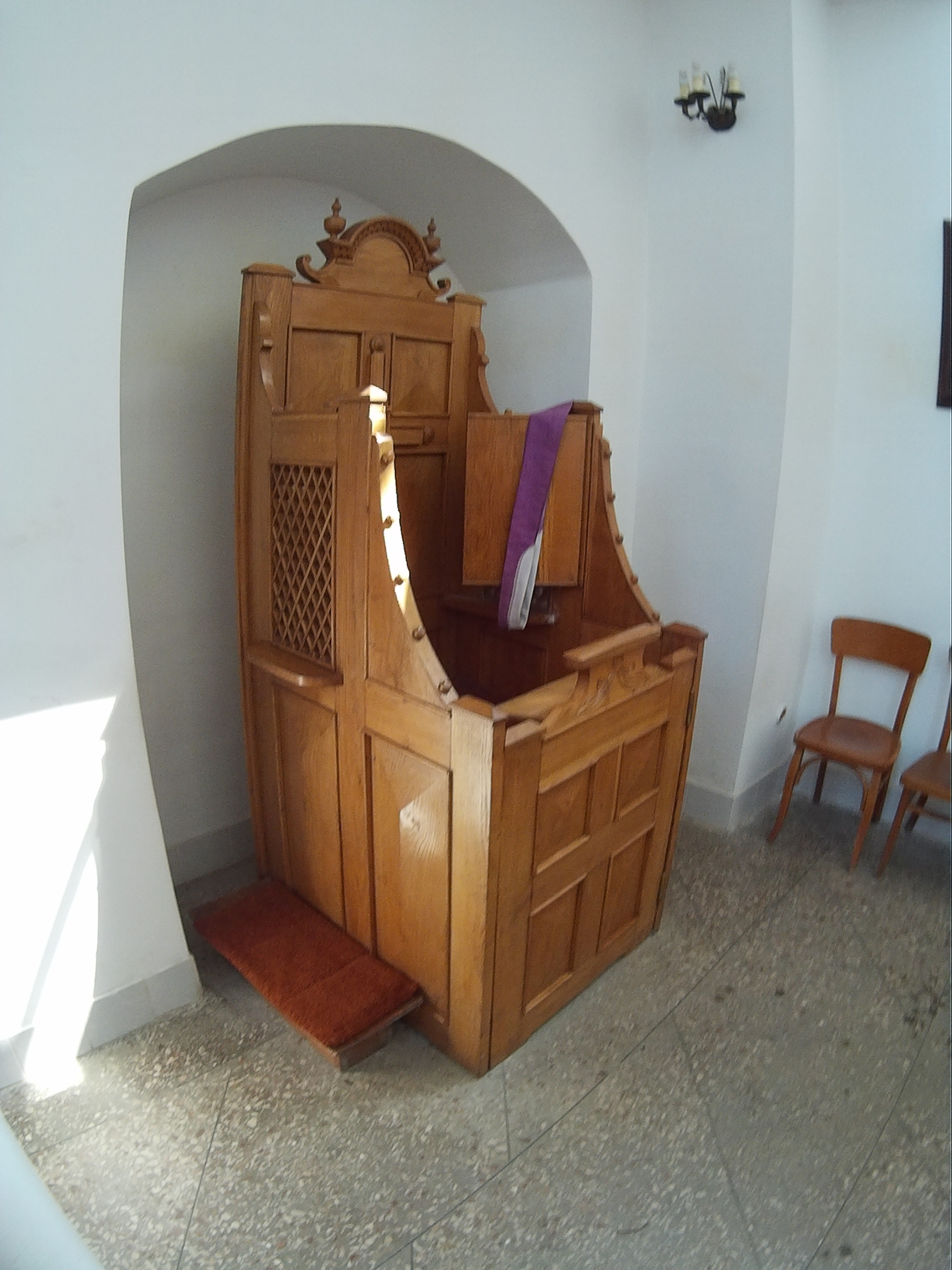
Сповідальня
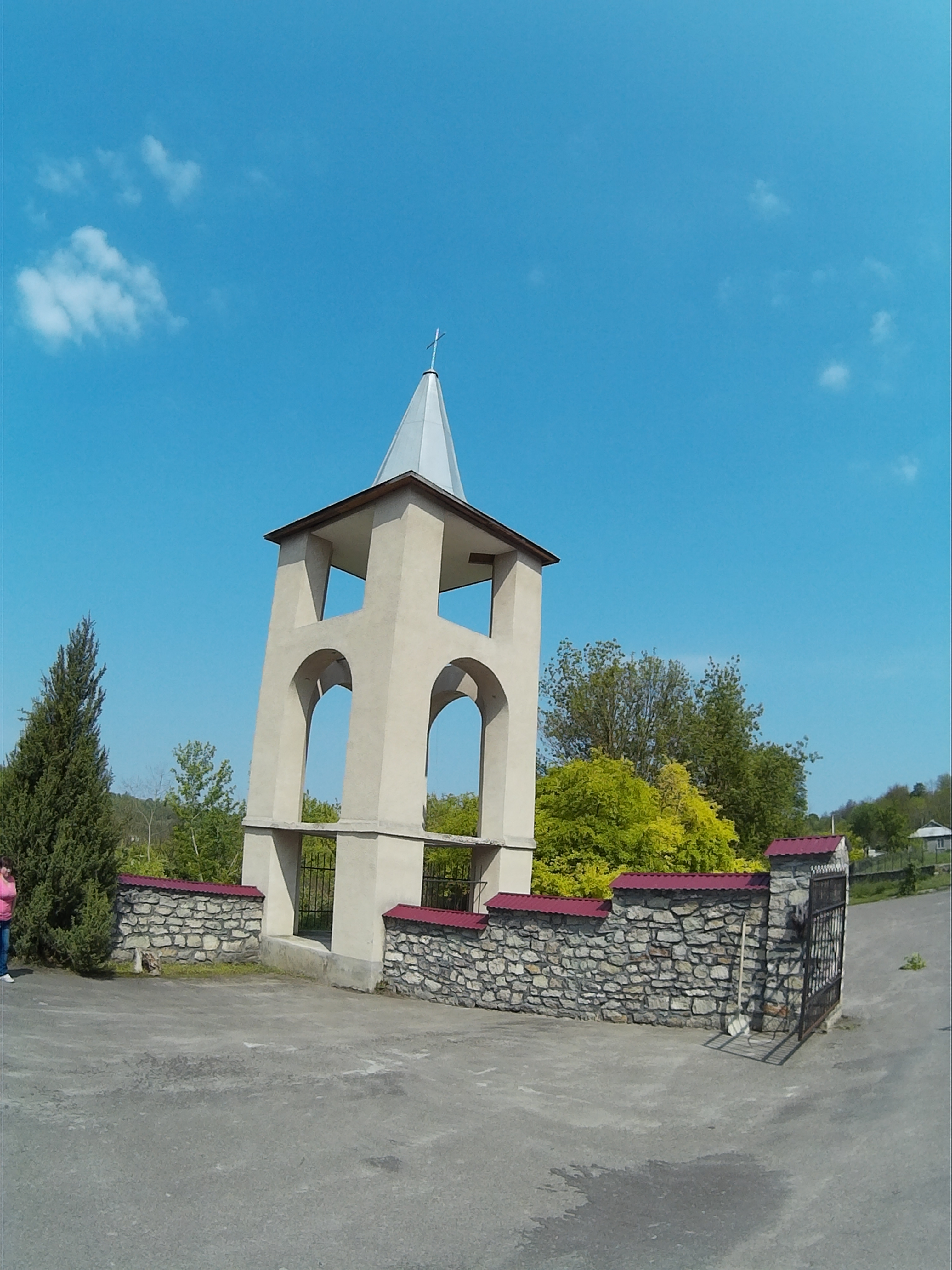
Дзвіниця
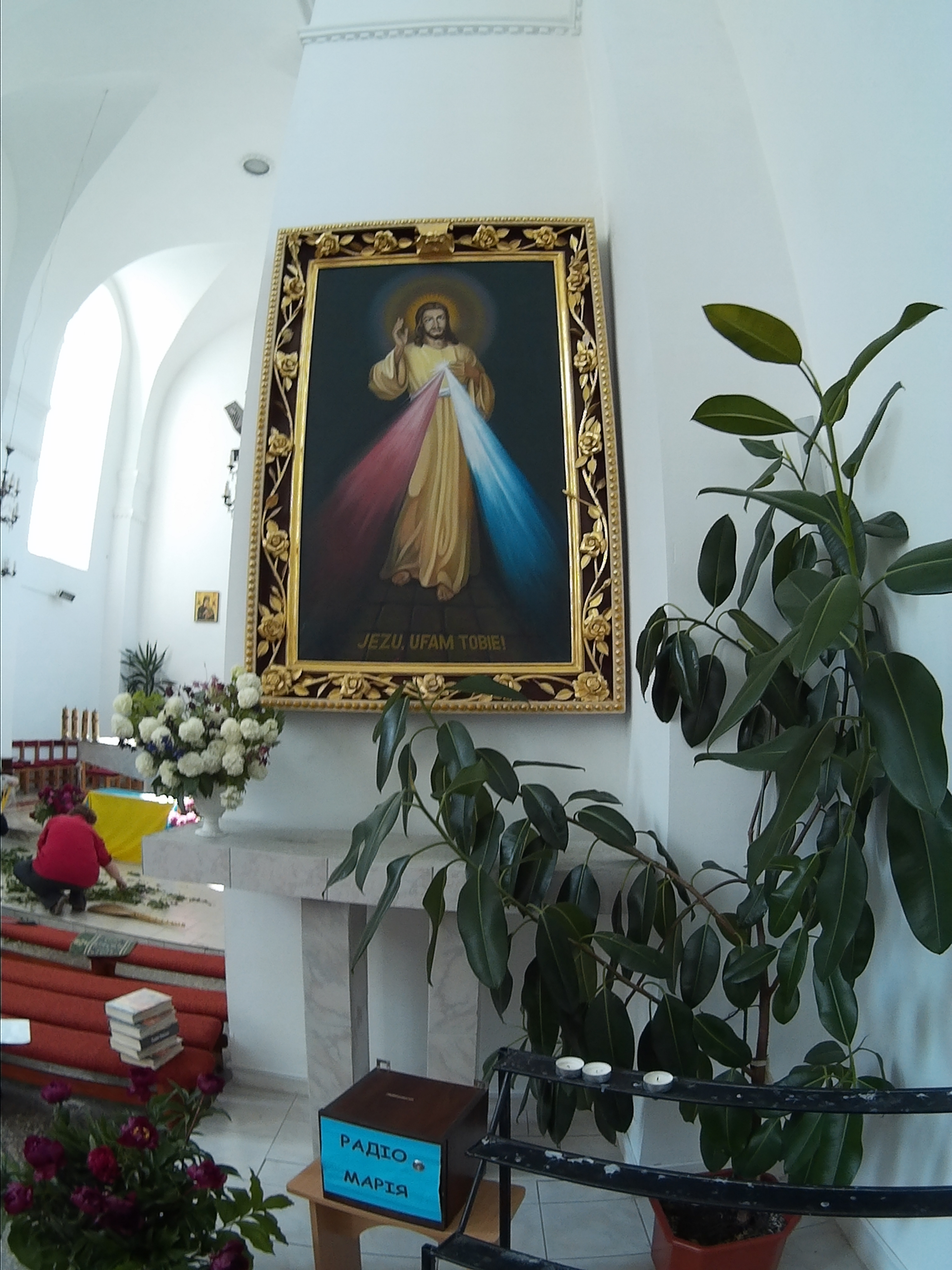
Ікона в костелі
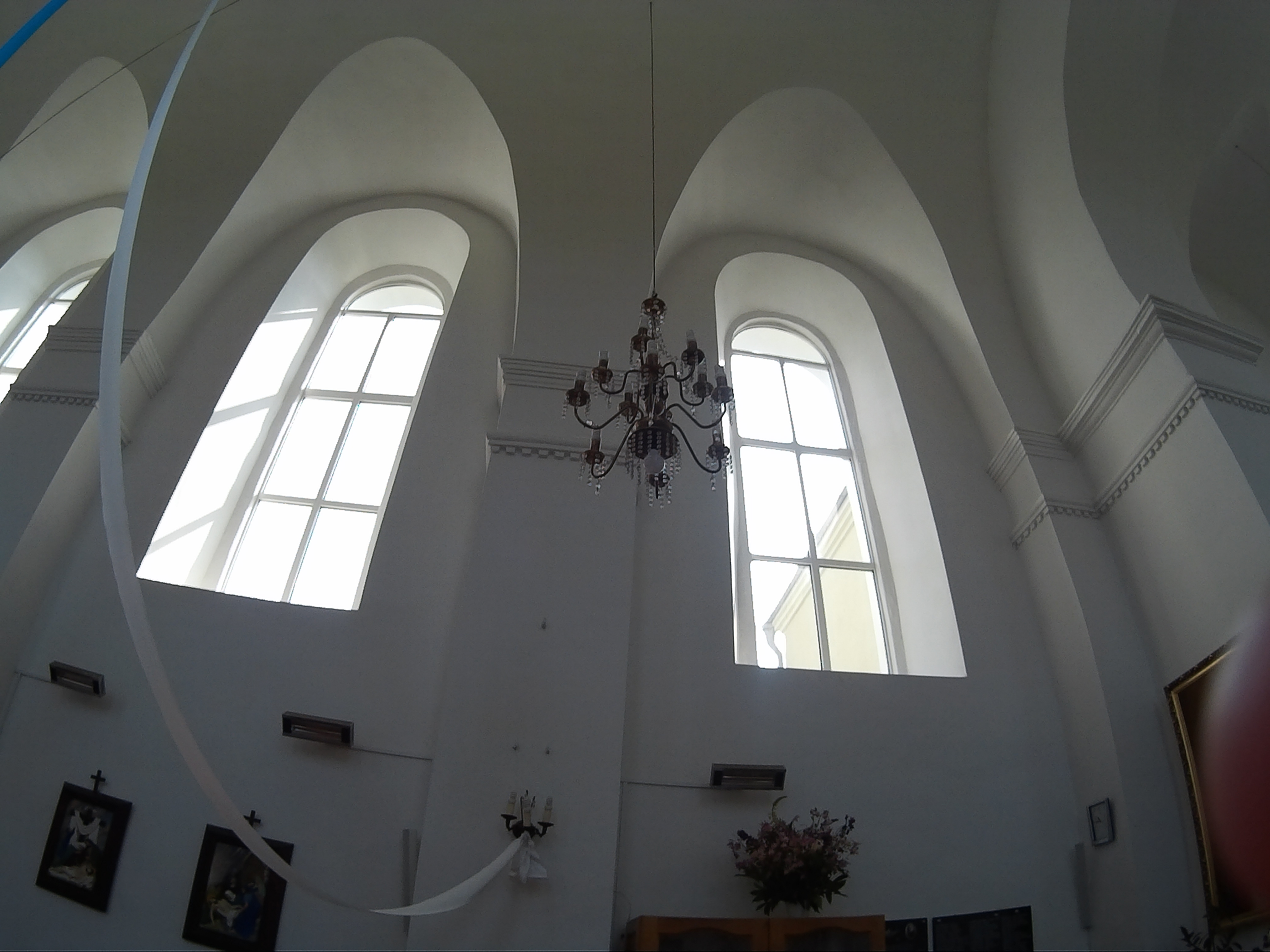
Всередині костелу
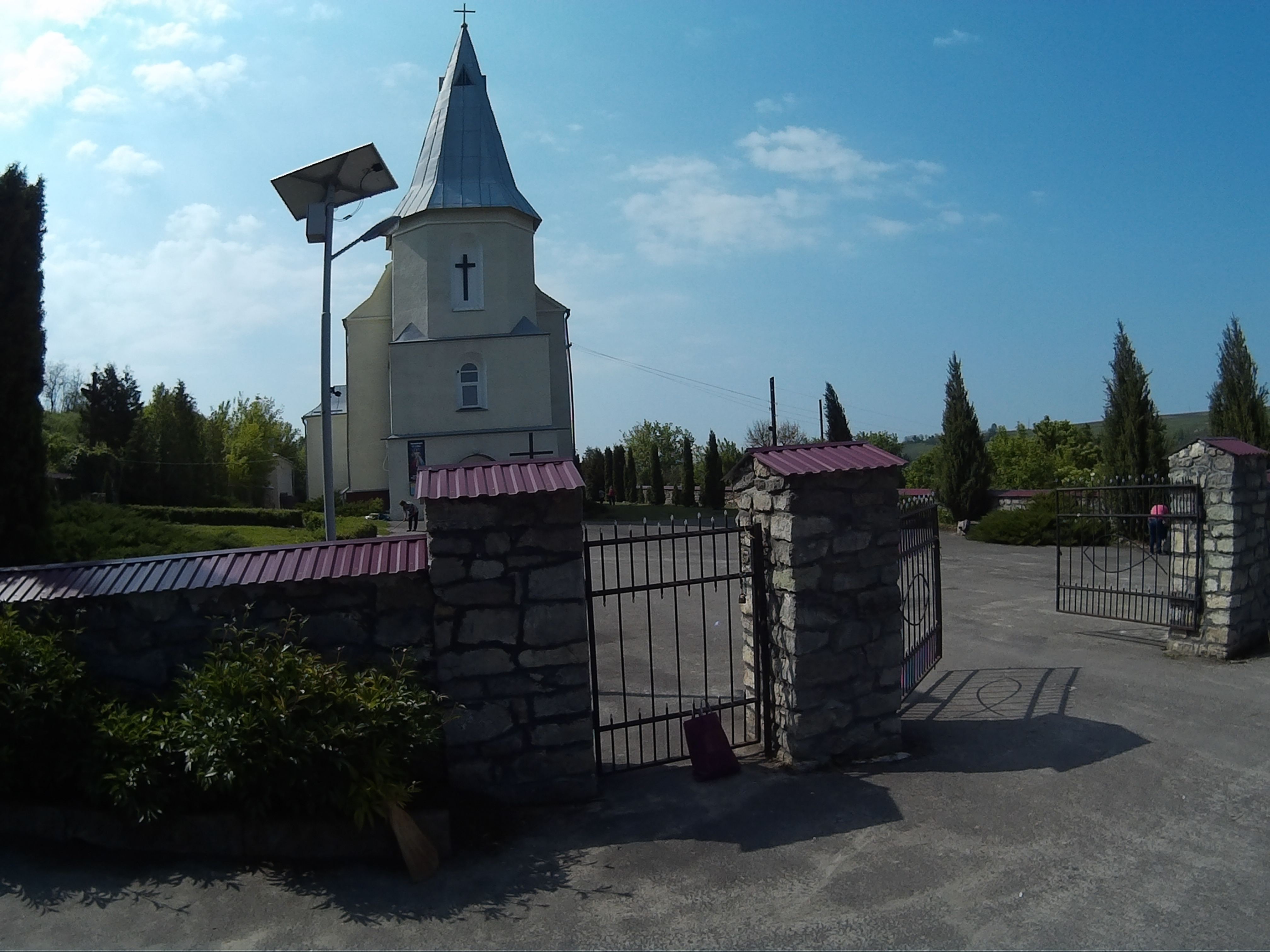
Вхід в храм
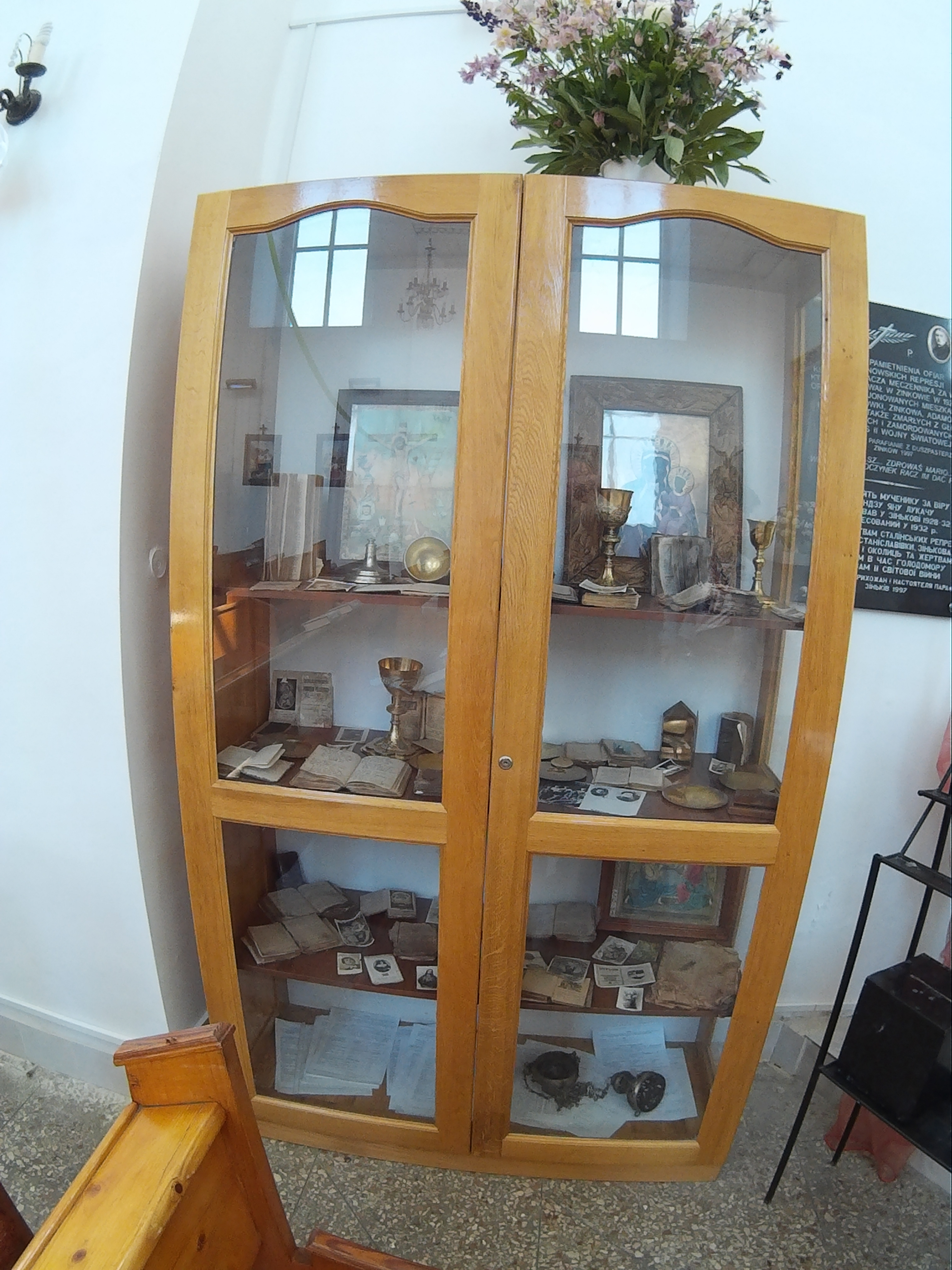
Речі з зруйновану комуністами храму
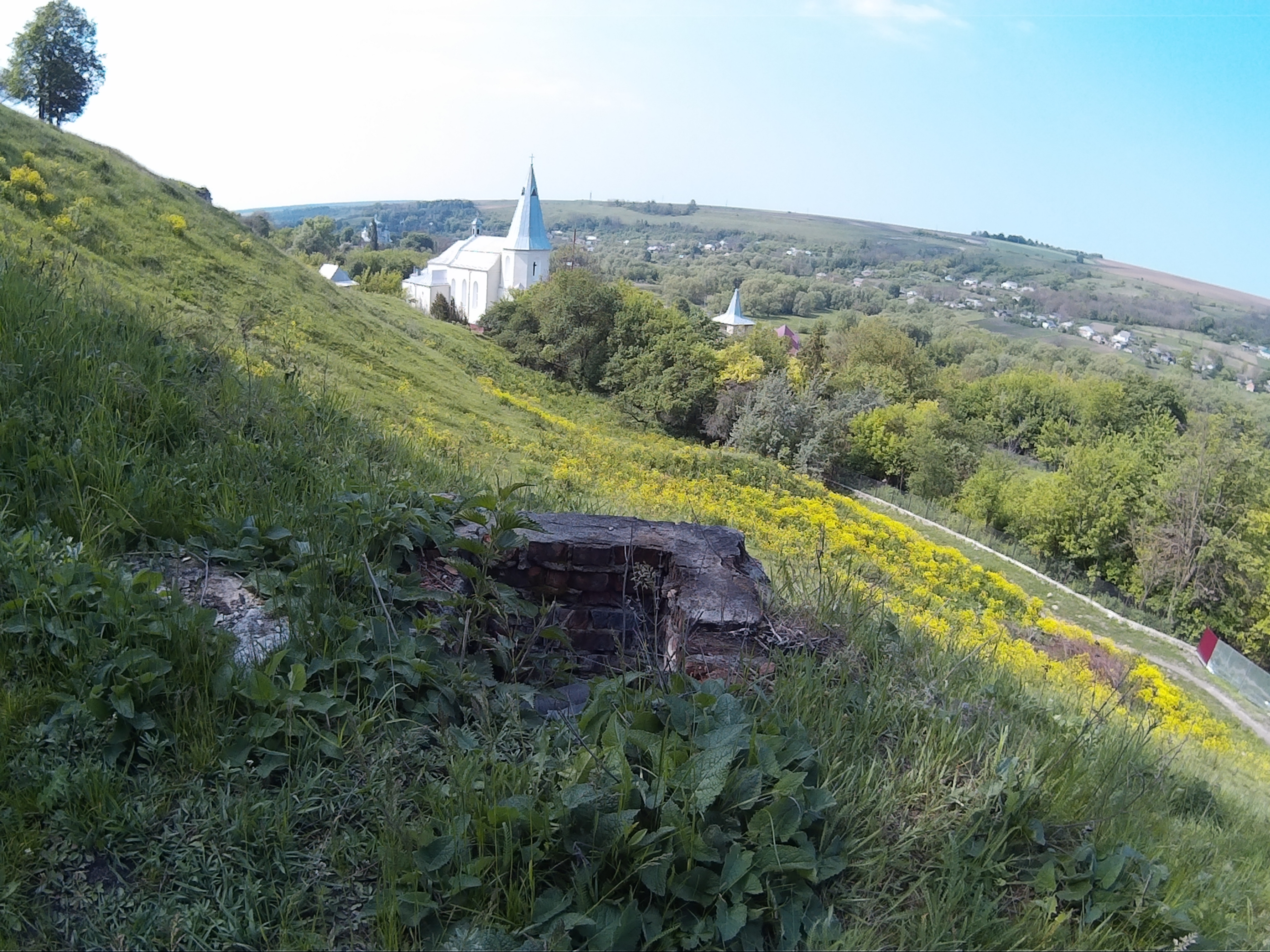
Вид з замкової гори
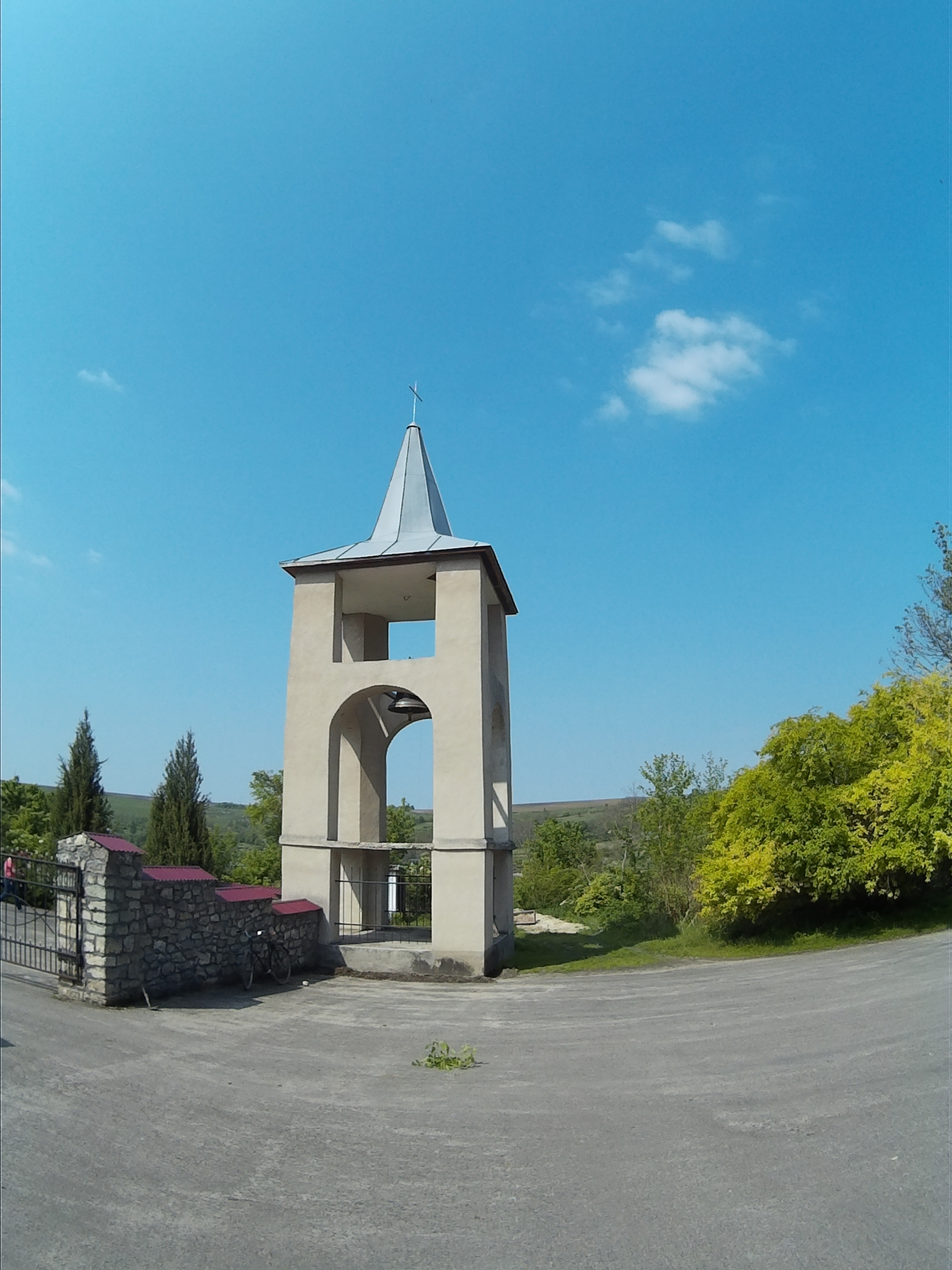
Дзвіниця
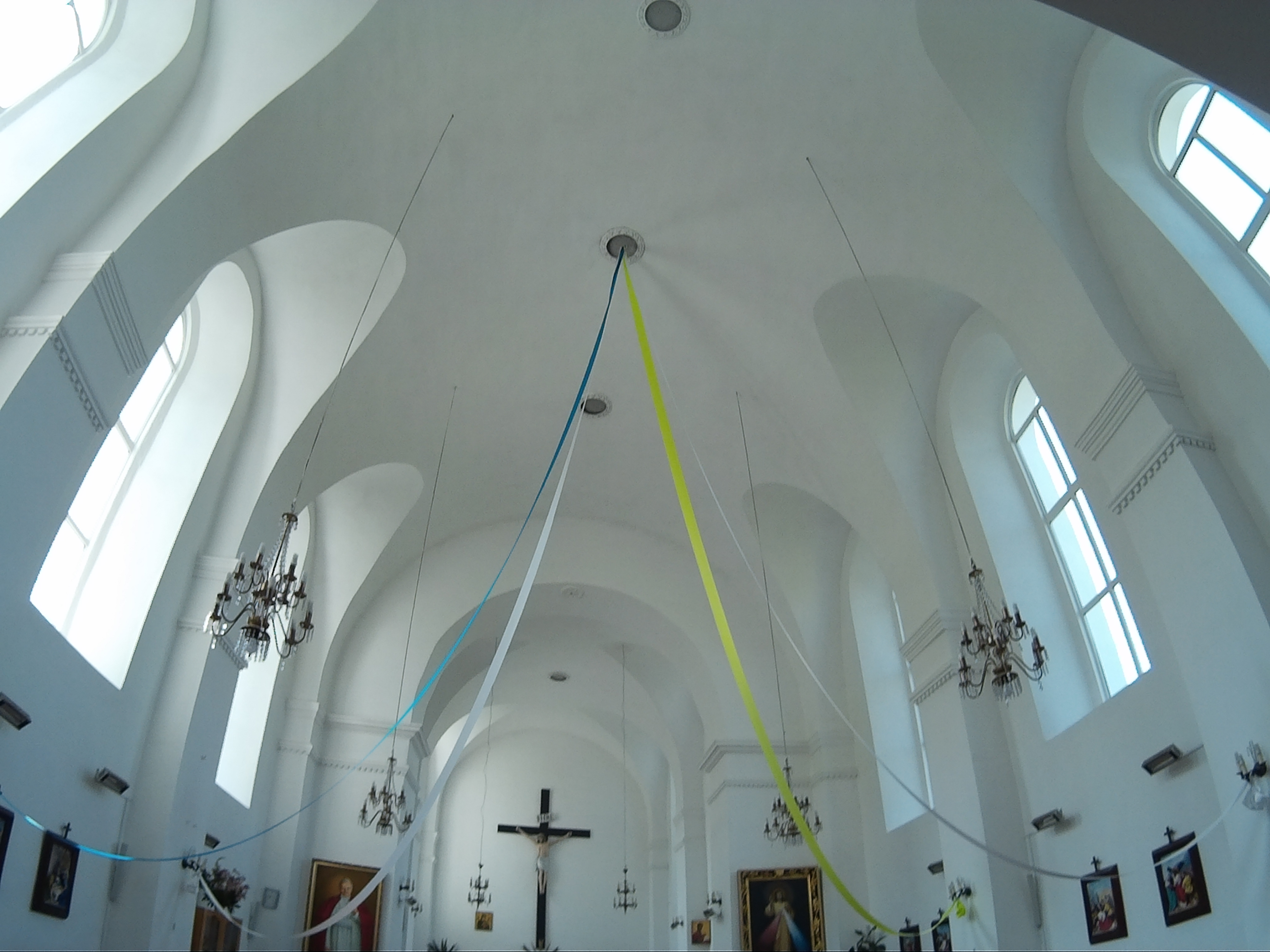
Всередині костелу
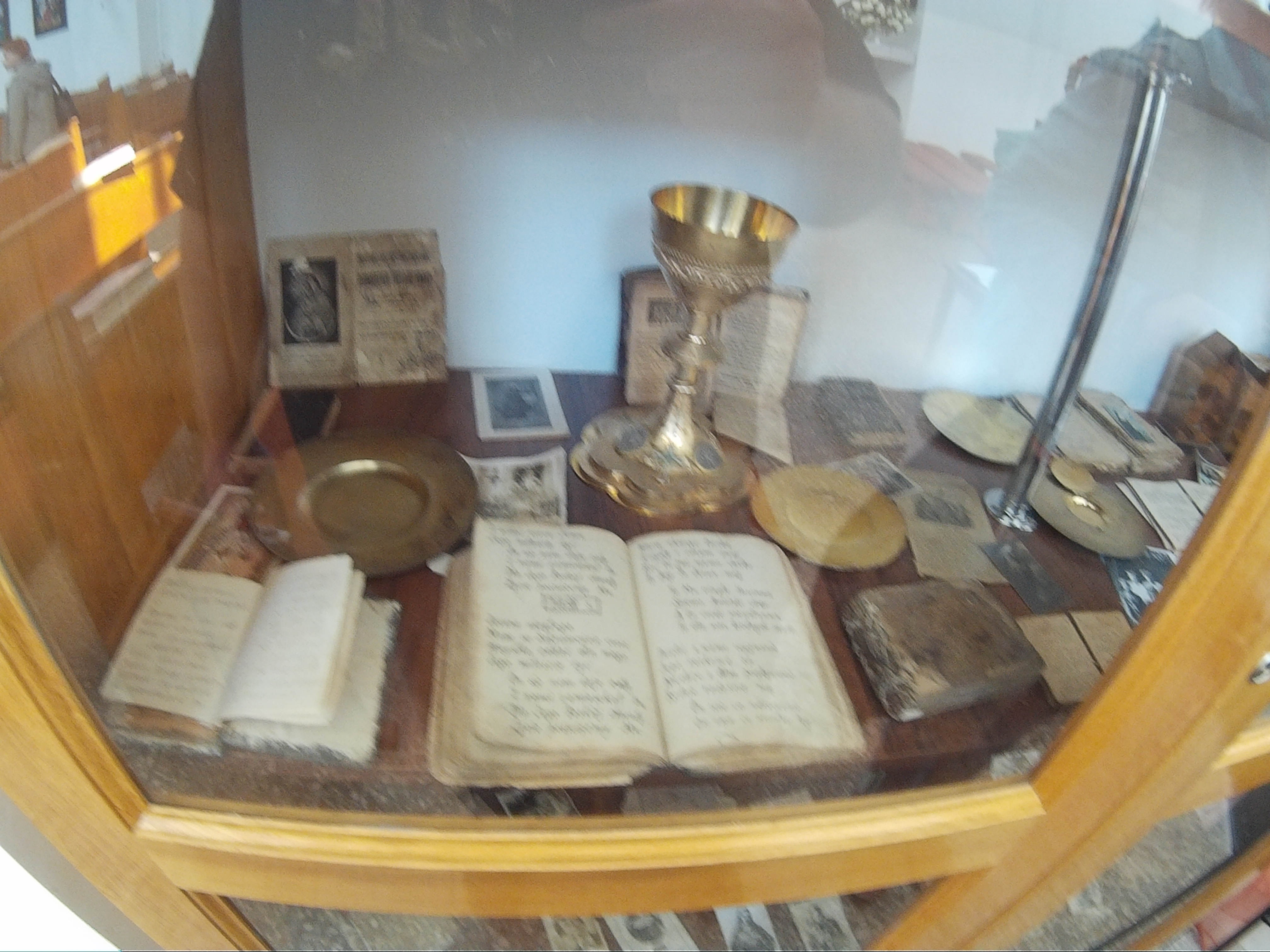
Речі з зруйновану комуністами храму
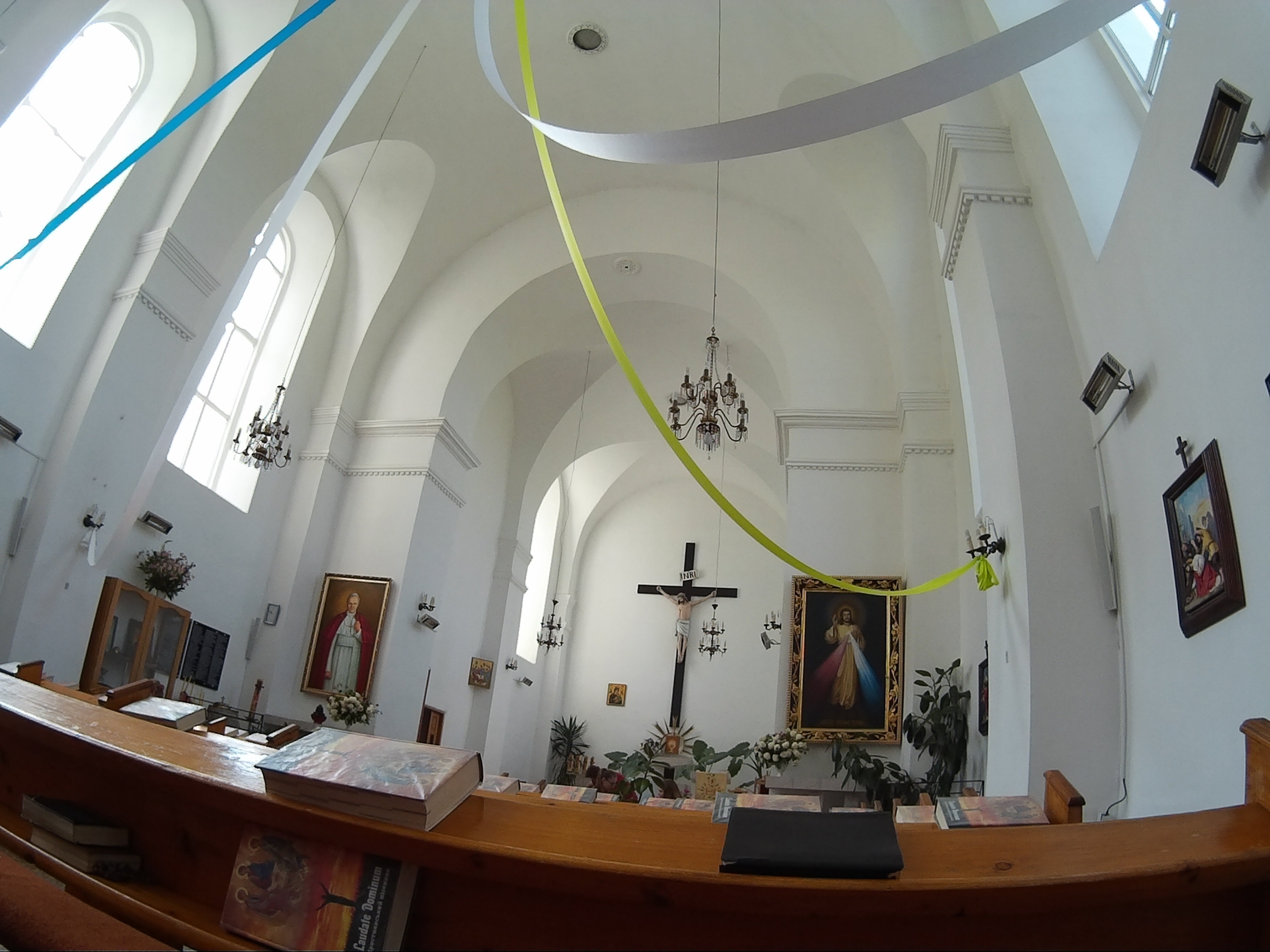
Всередині костелу